# Rue Alsace-Lorraine (Rouen)
Pour les articles homonymes, voir Rue d'Alsace-Lorraine.
La rue Alsace-Lorraine est une voie publique de la commune française de Rouen.

## Situation et accès
Elle est située dans le prolongement de la rue du Général-Leclerc, elle relie la rue de la République à la place Saint-Marc.
La rue Alsace-Lorraine est en sens unique ouest-est. Elle est desservie sur toute sa longueur en site propre par le TEOR et possède un arrêt « République » à proximité de la rue de la République.

### Rues adjacentes
- Rue Malpalu
- Rue de Cideville
- Rue Molière
- Rue Victor-Hugo

## Origine du nom
Cette rue doit son nom à la mémoire de l'Alsace-Lorraine, provinces perdues à l'issue de la guerre de 1870 et restituées à la France par le traité de Versailles, le 28 juin 1919.

## Historique
Créée à partir de 1879, elle est ouverte en 1883.

## Bâtiments remarquables et lieux de mémoire
- no 14 : Albert-Louis Gascard y a vécu.
- no 18 : Le géographe Gabriel Gravier y a vécu.
- no 20 : immeuble avec à l'angle de la rue Malpalu les statues de l'Alsace et de la Lorraine (décapitée), réalisé en 1887 par Louis Loisel.
- Immeuble des Petits logements.

### Enseignes
On y trouve :
- des fast-food,
- une boulangerie,
- un Games Workshop.